# Ciutadella Ibèrica de Calafell
Ciutadella Ibèrica de Calafell är ett slott i Spanien.   Det ligger i provinsen Província de Tarragona och regionen Katalonien, i den östra delen av landet, 400 km öster om huvudstaden Madrid. Ciutadella Ibèrica de Calafell ligger 15 meter över havet.
Terrängen runt Ciutadella Ibèrica de Calafell är varierad. Havet är nära Ciutadella Ibèrica de Calafell åt sydost.  Närmaste större samhälle är Calafell, 1,5 km nordväst om Ciutadella Ibèrica de Calafell. 